# A Disturbance in the Force
A Disturbance in the Force és una pel·lícula documental estatunidenca del 2023 dirigida per Jeremy Coon i Steve Kozak. La pel·lícula documenta com l'infame Star Wars Holiday Special va ser creat per a CBS i només es va emetre una vegada el 17 de novembre de 1978.
La pel·lícula es va estrenar l'11 de març de 2023 a South by Southwest i va rebre crítiques positives.

## Producció i llançament
El novembre de 2020, io9 va anunciar que el documental estava dirigit per Jeremy Coon i Steve Kozak amb Kyle Newman i Adam F. Goldberg els productors. La pel·lícula estava en fase d'edició i encara s'estaven realitzant algunes entrevistes addicionals.
La pel·lícula es va estrenar l'11 de març de 2023, a South by Southwest. Al maig hi va haver projeccions addicionals en festivals per celebrar el Star Wars Day a Dallas i Milwaukee.
A "Life Day" 2023, a es va anunciar una sèrie de cinema seleccionada que va conduir a un llançament domèstic en format digital i Blu-ray el 5 de desembre de 2023.

## Recepció
Al lloc web de l'agregador de ressenyes Rotten Tomatoes, el 100% de les 45 crítiques són positives, amb una valoració mitjana de 7,5/10. El consens del lloc web diu: "A Disturbance in the Force alça el teló d'un capítol infame d'una franquícia estimada d'una manera deliciosament entretinguda.
Daniel Fienberg de The Hollywood Reporter va escriure: "Alguna de les seves burles i molts dels seus caps parlants de celebritats amigables amb els nerds - Seth Green! Kevin Smith! Paul Scheer! - són previsibles, però quan no es burla dels moments d'escombraries icòniques, ofereix una exploració profunda de la producció i el context de l'especial." Linda Holmes de NPR va dir, "fins i tot si només voleu veure un grapat de clips de Harrison Ford semblant que es vol dissoldre en pessic i filtrar-se al terra, per no tornar-se a veure mai més, val la pena fer un seguiment del documental"